# オル・サッソン
オル・サッソン（Or Sasson 1990年8月18日- ）は、イスラエルのエルサレム出身の柔道選手。得意技は背負投。階級は100kg超級。身長193cm。

## 人物
2009年にユダヤ系アスリートの祭典として知られるマカビア競技大会の100kg級で優勝した。その後もヨーロッパオープン・トビリシやヨーロッパオープン・ワルシャワで優勝したものの、2014年に階級を100kg超級に変更した。2015年にはヨーロッパ競技大会の決勝でアダム・オクルアシビリに敗れるも2位となった。世界選手権では初戦で韓国の金成民に敗れた。2016年のグランドスラム・パリでは準決勝で日本の七戸龍を背負投で破るも、決勝で同じ日本の原沢久喜の前に指導3で敗れた。ヨーロッパ選手権では決勝まで進んでテディ・リネールと対戦するが、指導3まで取られると終了直前に背負投にいった所を腕挫十字固に極められて敗れた。
リオデジャネイロオリンピックでは準決勝でリネールを相手に善戦するも、終了間際に技ありを取られて敗れた。しかし三位決定戦に勝利し、銅メダルを獲得した。なお、今大会の初戦でエジプトのイスラーム・エルシャハビに一本勝ちしたが、その直後にサッソンが握手を求めるとエルシャハビは後ずさりをしてこれを拒み、畳から降りようとした。しかし、審判に呼び戻されて一礼はした。エルシャハビは自国の強硬派やマスコミからイスラエルとの対戦を拒否するように盛んに圧力がかけられていたという。それでも本人の意思により試合には出場したものの、握手は拒むこととなった。IJFによれば、柔道の試合で礼をすることは義務だが、握手は各選手の任意であるとの見解を示しており、この件で処分を科すか決まっていないという。一方でIOCは、「五輪精神に反した行動で受け入れることはできない」として事実関係を調査した結果、オリンピックにおけるフェアプレーと友好精神に悖る行為だと認めて厳重注意処分とした。また、エジプトオリンピック委員会にも選手への適切な教育を求めることとなった。オリンピック以来約1年2か月ぶりの国際大会となった2017年10月のグランプリ・タシュケントでは優勝した。世界選手権(無差別)ではビザの発給をモロッコ当局に一旦は拒否されたものの、IJF会長であるマリウス・ビゼールの力添えで入国することができた。試合では2回戦で100kg級の選手であるフランスのシリル・マレに一本負けした。2019年に地元のテルアビブで開催されたグランプリ・テルアビブでは優勝した。2020年のグランプリ・テルアビブで2連覇した。2021年7月に日本武道館で開催された東京オリンピックでは２回戦でリネールに敗れるも、混合団体では3位になった。
IJF世界ランキングは1238ポイント獲得で14位(21/6/28現在)。

## 主な戦績
100kg級での戦績
- 2009年 - マカビア競技大会　優勝
- 2011年 - グランプリ・アムステルダム　3位
- 2012年 - ワールドカップ・プラハ　優勝(100kg超級)
- 2013年 - ヨーロッパオープン・トビリシ　優勝
- 2013年 - ヨーロッパオープン・ワルシャワ　優勝
- 2013年 - ヨーロッパ選手権　5位
- 2013年 - グランプリ・ウランバートル　3位

100kg超級での戦績
- 2014年 - グランプリ・ザグレブ　3位
- 2014年 - ヨーロッパオープン・タリン　優勝
- 2015年 - グランプリ・デュッセルドルフ　3位
- 2015年 - ヨーロッパ競技大会　2位
- 2016年 - グランドスラム・パリ　2位
- 2016年 - ヨーロッパ選手権　2位
- 2016年 - ワールドマスターズ　3位
- 2016年 - リオデジャネイロオリンピック 3位
- 2017年 -　グランプリ・タシュケント　優勝
- 2017年 - グランドスラム・アブダビ　3位
- 2018年 - グランプリ・ザグレブ　2位
- 2019年 - グランプリ・テルアビブ　優勝
- 2019年 - グランドスラム・エカテリンブルグ　2位
- 2019年 - グランプリ・ブダペスト　優勝
- 2020年 -　グランプリ・テルアビブ　優勝
- 2021年 -　ヨーロッパ選手権　5位
- 2021年 -　東京オリンピック混合団体　3位

(出典、JudoInside.com)。